# Коттонвуд (Алабама)
Коттонвуд (англ. Cottonwood) — місто (англ. town) в США, в окрузі Г'юстон штату Алабама. Населення — 1048 осіб (2020).

## Географія
Коттонвуд розташований за координатами 31°3′15″ пн. ш. 85°17′58″ зх. д. / 31.05417° пн. ш. 85.29944° зх. д. (31.054033, -85.299560). За даними Бюро перепису населення США в 2010 році місто мало площу 15,02 км², з яких 14,95 км² — суходіл та 0,07 км² — водойми.

## Демографія
Згідно з переписом 2010 року, у місті мешкало 1289 осіб у 553 домогосподарствах у складі 350 родин. Густота населення становила 86 осіб/км². Було 638 помешкань (42/км²).
Расовий склад населення:
| - 71,8 % — білих - 25,4 % — чорних або афроамериканців - 0,6 % — корінних американців |

До двох чи більше рас належало 1,9 %. Частка іспаномовних становила 1,1 % від усіх жителів.
За віковим діапазоном населення розподілялося таким чином: 22,5 % — особи молодші 18 років, 60,6 % — особи у віці 18—64 років, 16,9 % — особи у віці 65 років та старші. Медіана віку мешканця становила 42,4 року. На 100 осіб жіночої статі у місті припадало 87,9 чоловіків; на 100 жінок у віці від 18 років та старших — 84,7 чоловіків також старших 18 років.
Середній дохід на одне домашнє господарство становив 40 101 долар США (медіана — 25 313), а середній дохід на одну сім'ю — 47 060 доларів (медіана — 37 647). Медіана доходів становила 41 458 доларів для чоловіків та 21 208 доларів для жінок. За межею бідності перебувало 29,8 % осіб, у тому числі 46,0 % дітей у віці до 18 років та 17,4 % осіб у віці 65 років та старших.
Цивільне працевлаштоване населення становило 483 особи. Основні галузі зайнятості: освіта, охорона здоров'я та соціальна допомога — 20,7 %, роздрібна торгівля — 17,0 %, виробництво — 15,9 %.